# Lorca Fútbol Club
Maillots
Le Lorca Fútbol Club est un club de football espagnol fondé en 2003, basé à San Pedro del Pinatar dans la région de Murcie. Il joue ses matchs à domicile au Artés Carrasco. Il évolue en 4e division espagnole depuis la saison 2018-2019. Le club est dissous le 24 février 2022, peu après s'être retiré de son championnat régional.

## Histoire
Le club est fondé lors de l'été 2003 sous le nom de La Hoya Deportiva par Pedro Rosell. 
En 2010, le club est promu pour la première fois de son histoire en Tercera División (quatrième division). En 2013, le club remporte les barrages de promotion, en battant le SCR Peña Deportiva après un tirage au sort, et se voit promu en 3e division.
En juin 2017, le club est promu en Deuxième division pour la première fois de son histoire, mais il est relégué un an après.

## Bilan saison par saison
| Saison    | Niveau | Division               | Place | Copa del Rey |
| --------- | ------ | ---------------------- | ----- | ------------ |
| 2003-2004 | 6      | Primera Territorial    | 13e   |              |
| 2004-2005 | 6      | Primera Territorial    | 4e    |              |
| 2005-2006 | 6      | Primera Territorial    | 6e    |              |
| 2006-2007 | 6      | Primera Territorial    | 3e    |              |
| 2007-2008 | 5      | Territorial Preferente | 10e   |              |
| 2008-2009 | 5      | Territorial Preferente | 15e   |              |
| 2009-2010 | 5      | Territorial Preferente | 1er   |              |
| 2010-2011 | 4      | Tercera División       | 7e    |              |
| 2011-2012 | 4      | Tercera División       | 4e    |              |
| 2012-2013 | 4      | Tercera División       | 1er   |              |
| 2013-2014 | 3      | Segunda División B     | 2e    | 1er tour     |
| 2014-2015 | 3      | Segunda División B     | 13e   | 1er tour     |
| 2015-2016 | 3      | Segunda División B     | 6e    |              |
| 2016-2017 | 3      | Segunda División B     | 1er   | 2e tour      |
| 2017-2018 | 2      | Segunda División       | 21e   | 2e tour      |
| 2018-2019 | 4      | Tercera División       | 3e    | 3e tour      |
| 2019-2020 | 4      | Tercera División       | 7e    |              |
| 2020-2021 | 4      | Tercera División       | 21e   |              |
| 2021-2022 | 6      | Preferente Autonómica  | (R)   |              |

- 1 saison en Segunda División
- 4 saisons en Segunda División B
- 6 saisons en Tercera División